# Campionati mondiali di judo 2019
I campionati mondiali di judo 2019 si sono svolti a Tokyo, in Giappone, dal 25 agosto al 1º settembre 2019 presso il Nippon Budokan.

## Programma
Tutti gli orari sono locali (UTC+9).
| Data         | Ora inizio | Categoria      |
| ------------ | ---------- | -------------- |
| 25 agosto    | 11:00      | Uomini −60 kg  |
| 25 agosto    | 11:00      | Donne −48 kg   |
| 26 agosto    | 11:00      | Uomini −66 kg  |
| 26 agosto    | 11:00      | Donne −52 kg   |
| 27 agosto    | 11:00      | Uomini −73 kg  |
| 27 agosto    | 11:00      | Donne −57 kg   |
| 28 agosto    | 11:00      | Uomini −81 kg  |
| 28 agosto    | 11:00      | Donne −63 kg   |
| 29 agosto    | 12:00      | Uomini −90 kg  |
| 29 agosto    | 12:00      | Donne −70 kg   |
| 30 agosto    | 12:00      | Uomini −100 kg |
| 30 agosto    | 12:00      | Donne −78 kg   |
| 31 agosto    | 12:00      | Uomini +100 kg |
| 31 agosto    | 12:00      | Donne +78 kg   |
| 1º settembre | 13:00      | Squadre miste  |

## Medagliere
| Posizione | Paese         | Oro | Argento | Bronzo | Totale |
| --------- | ------------- | --- | ------- | ------ | ------ |
| 1         | Giappone      | 5   | 6       | 5      | 16     |
| 2         | Francia       | 3   | 1       | 2      | 6      |
| 3         | Portogallo    | 1   | 1       | 0      | 2      |
| 4         | Paesi Bassi   | 1   | 0       | 3      | 4      |
| 5         | Canada        | 1   | 0       | 1      | 2      |
| 5         | Georgia       | 1   | 0       | 1      | 2      |
| 7         | Israele       | 1   | 0       | 0      | 1      |
| 7         | Rep. Ceca     | 1   | 0       | 0      | 1      |
| 7         | Ucraina       | 1   | 0       | 0      | 1      |
| 10        | Russia        | 0   | 2       | 2      | 4      |
| 11        | Azerbaigian   | 0   | 1       | 1      | 2      |
| 11        | Corea del Sud | 0   | 1       | 1      | 2      |
| 13        | Belgio        | 0   | 1       | 0      | 1      |
| 13        | Cuba          | 0   | 1       | 0      | 1      |
| 13        | Uzbekistan    | 0   | 1       | 0      | 1      |
| 16        | Brasile       | 0   | 0       | 3      | 3      |
| 16        | Kosovo        | 0   | 0       | 3      | 3      |
| 18        | Germania      | 0   | 0       | 1      | 1      |
| 18        | Kazakistan    | 0   | 0       | 1      | 1      |
| 18        | Moldavia      | 0   | 0       | 1      | 1      |
| 18        | Mongolia      | 0   | 0       | 1      | 1      |
| 18        | Polonia       | 0   | 0       | 1      | 1      |
| 18        | Gran Bretagna | 0   | 0       | 1      | 1      |
| 18        | Serbia        | 0   | 0       | 1      | 1      |
| 18        | Turchia       | 0   | 0       | 1      | 1      |
| Totale    | Totale        | 15  | 15      | 30     | 60     |

## Risultati[2]

### Uomini
| Evento        | Oro                | Argento                | Bronzo                                 |
| fino a 60 kg  | Lukhum Chkhvimiani | Sharafuddin Lutfillaev | Eldos Smetov Ryuju Nagayama            |
| fino a 66 kg  | Joshiro Maruyama   | Kim Lim-hwan           | Hifumi Abe Denis Vieru                 |
| fino a 73 kg  | Shōhei Ōno         | Rüstəm Orucov          | Hidayət Heydərov Denis Jarcev          |
| fino a 81 kg  | Sagi Muki          | Matthias Casse         | Antoine Valois-Fortier Luka Maisuradze |
| fino a 90 kg  | Noël van 't End    | Shōichirō Mukai        | Axel Clerget Nemanja Majdov            |
| fino a 100 kg | Jorge Fonseca      | Nijaz Il'jasov         | Michael Korrel Aaron Wolf              |
| oltre 100 kg  | Lukáš Krpálek      | Hisayoshi Harasawa     | Kim Min-jong Roy Meyer                 |

### Donne
| Evento       | Oro                 | Argento            | Bronzo                                  |
| fino a 48 kg | Dar"ja Bilodid      | Funa Tonaki        | Mönkhbatyn Urantsetseg Distria Krasniqi |
| fino a 52 kg | Uta Abe             | Natal'ja Kuzjutina | Majlinda Kelmendi Ai Shishime           |
| fino a 57 kg | Christa Deguchi     | Tsukasa Yoshida    | Julia Kowalczyk Rafaela Silva           |
| fino a 63 kg | Clarisse Agbegnenou | Miku Tashiro       | Martyna Trajdos Juul Franssen           |
| fino a 70 kg | Marie-Ève Gahié     | Bárbara Timo       | Sally Conway Margaux Pinot              |
| fino a 78 kg | Madeleine Malonga   | Shōri Hamada       | Loriana Kuka Mayra Aguiar               |
| oltre 78 kg  | Akira Sone          | Idalys Ortiz       | Kayra Sayıt Sarah Asahina               |

### Squadre (miste uomini/donne)
| Oro | Argento | Bronzo |
| Giappone Chizuru Arai Shōri Hamada Hisayoshi Harasawa Soichi Hashimoto Kokoro Kageura Shōichirō Mukai Sanshiro Murao Shōhei Ōno Yoko Ono Akira Sone Momo Tamaoki Tsukasa Yoshida | Francia Amandine Buchard Guillaume Chaine Axel Clerget Sarah-Léonie Cysique Alpha Oumar Djalo Marie-Ève Gahié Alexandre Iddir Kilian Le Blouch Anne Fatoumata M'Bairo Madeleine Malonga Cyrille Maret Margaux Pinot | Russia Chusejn Chalmurzaev Ksenija Čibisova Kirill Denisov Leči Ėdiev Anna Guščina Michail Igol'nikov Anastasija Konkina Dar'ja Mežeckaja Evgenij Prokopčuk Alëna Prokopenko Madina Tajmazova Inal Tasoev Brasile Maria Suelen Altheman Eduardo Barbosa Tamires Crude Rafael Macedo David Moura Maria Portela Ellen Santana Eduardo Yudy Santos Jeferson Santos Junior Rafael Silva Rafaela Silva Beatriz Souza |